# 丝阵

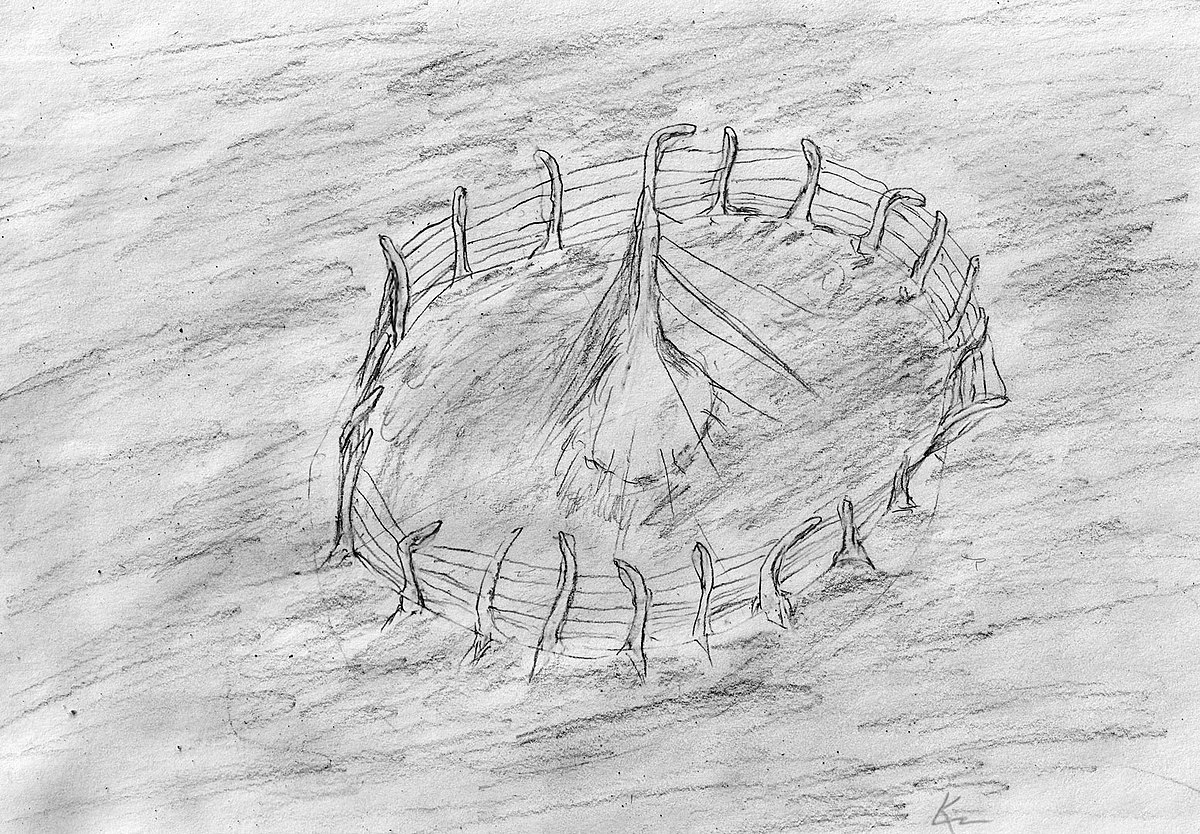
艺术家绘制的丝阵素描图

丝阵（英语：Silkhenge）结构是蜘蛛的一种繁殖手段，现有一种或几种未知的蜘蛛以此种方式繁殖。它包含一个由蜘蛛絲构成的中央“尖顶”，内含一到两个卵，周围是一种蛛丝制的圆形围栏。

## 发现
2013年，佐治亚理工学院的学生特洛伊·亚历山大访问了秘鲁的坦博帕塔国家保护区。他在一块苫布下发现了一小块宽一英寸的圆形蛛丝。他在四处寻找后又发现了三个。他在Reddit上发布了一张图片，希望能辨识这些东西。他没有得到任何有效的回复，他的发现被认为是一个完全未知的现象。因为很像巨石阵，他的发现被命名为“丝阵”。
2013年年底，菲尔·托雷斯领导的的探险队花费八天找到了这种现象的几十个案例，一般是出现在竹子和傘樹屬的树干上。从这种结构里孵化的幼蛛被跟踪记录，但是和许多幼小节肢动物一样，它们缺乏可以辨识品种的特征，并且没有一个活到成年期，它们在成年之前总是死亡。DNA测试也没有定论，因此制造这些结构的物种仍然未被确定。一个相关的蜘蛛孵化的视频（页面存档备份，存于）被上传到了YouTube上。
围栏可能的作用是被用来捕捉在相同环境中生活的螨虫作为幼蛛的食物，或保护卵和幼蛛免受蚂蚁侵害。